# Thörigen
Thörigen (toponimo tedesco) è un comune svizzero di 1 127 abitanti del Canton Berna, nella regione dell'Emmental-Alta Argovia (circondario dell'Alta Argovia).

## Società

### Evoluzione demografica
L'evoluzione demografica è riportata nella seguente tabella:
Abitanti censiti

## Geografia antropica

### Frazioni
Le frazioni e le località di Thörigen sono:
- Eigen
- Homberg
- Mättenberg-Schlosshuebel
- Oberdorf
- Unterdorf

## Amministrazione
Ogni famiglia originaria del luogo fa parte del cosiddetto comune patriziale e ha la responsabilità della manutenzione di ogni bene ricadente all'interno dei confini del comune.